# Štefan Nejeschleba
Štefan Nejeschleba (31. března 1934 Radošovce u Senice, Slovensko – 21. ledna 2014) byl český malíř a sochař slovenského původu.

## Život
Narodil se jako druhé dítě rodičům Márii (rozené Michaláčové) a Jánovi Nejeschlebovým v obci Radošovce, okres Senica. Byl autodidakt. Od dětství rád maloval.
Vyučil se malířem písma a pracoval v propagační dílně. Jeho touha po vlastním výtvarném vyjádření (nejen malbou) ho přivedla do sochařského družstva v Piešťanech. V roce 1958 byl členem restaurátorského kolektivu v Bratislavě. Zde se podílel na restaurátorských pracích na Dómu sv. Martina, morového sloupu a Reduty, dále na barokním kostele v Trenčíně a jiných stavbách chráněných památkovým úřadem.
Od roku 1958 začal při práci soukromě navštěvovat ateliér sochaře prof. Fraňa Štefunka na Akademii výtvarných umění a ateliér malíře prof. Jána Mudrocha.
Začíná s vlastní tvorbou a věnuje se nejen malbě, ale i sochařské práci. Vytváří exteriérové a interiérové plastiky ze dřeva a kamene.
Do tohoto období patří např. i rozsáhlý cyklus obrazů z Českého ráje, ale i obrazy, o nichž lze říci, že: „Fantaskno uměleckého díla nutno chápat jako výtvor ducha a že tento básnický výtvor, vnitřně nadřazený, je často nepostižitelný.“
Dominantní postavení mají i dekorativní dřevěné reliéfy, které působí někdy až malířsky, často jakoby potírají hmotnost a podstatu daného materiálu – dřeva. Po námětové stránce vychází Nejeschleba mnohdy ze stylizovaných biologických tvarů, které podřizuje rytmu dekorativního řádu. Jindy vychází z konkrétní reality schematizované a převedené do plochy (např. panorama Ještědského hřebenu), které jsou často přípravným momentem k tvorbě malířské a ještě víc sochařské. Autor v nich proto může volně vycházet ze své imaginace.
Po příchodu do Liberce roku 1960 začal pracovat v Divadle F. X. Šaldy a snažil se zapojit do práce zdejší pobočky SČVÚ, jejímž kandidátem se v roce 1968 stal. Od roku 1990 byl členem a v roce 2000 se stal členem mezinárodní organizace výtvarných umělců IAA AIAP UNESCO.

## Realizace v architektuře (výběr)
- 1974 – Dívka a Chlapec, plastiky pro ZDŠ ve Velkých Hamrech
- 1975 – Reliéf ve vstupním prostoru Geodézie v Jablonci nad Nisou
- 1978 – Květ, plastika v Liberci, Šaldova křižovatka
- 1984 – Slunečnice, plastika v rekreačním středisku Skloexportu v Doksech
- 1984 – Lípa, dělicí plastika pro ZDŠ Mšeno III. v Jablonci nad Nisou
- 1985 – Strom, reliéfní plastika v obchodním domě v Mostě
- 1985 – Slunce, pískovcová plastika v OS v Chomutově – Jirkově
- 1986 – Dekorativní plastika ve vstupním prostoru Telekomunikací v České Lípě
- 1987 – Dekorativní plastika na poště ve Frýdlantu v Čechách
- 1989 – Rodina, betonová plastika v Liberci, Ruprechtická ul.
- 1997 – Sestry, Madona, dvě reliéfní plastiky pro a.s. Janeba Evžen v Liberci
- 1998 – Gotická madona ve vstupním prostoru domu Karla Urbana v Torontu

## Samostatné výstavy (výběr)
- 1959 – Košťálov, škola (s Vladimírem Komárkem)
- 1960 – Semily
- 1970 – Liberec, Severočeské muzeum (se Zdeňkem Přibylem)
- 1980 – Liberec, Dílo
- 1997–1998 – Liberec, Universal banka (stálá expozice)

## Kolektivní výstavy (výběr)
- 1969 – Liberec
- 1975 – Ústí nad Labem, Jablonec nad Nisou, České Budějovice
- 1976 – Liberec, Oblastní galerie
- 1978 – Žitava
- 1984 – Teplice
- 1987 – Liberec, Oblastní galerie, Výtvarní umělci Liberecka
- 1994 – Liberec, Výtvarní umělci Liberecka po roce 1945
- 2000 – Praha, Průmyslový palác, Salon

## Ukázka z tvorby

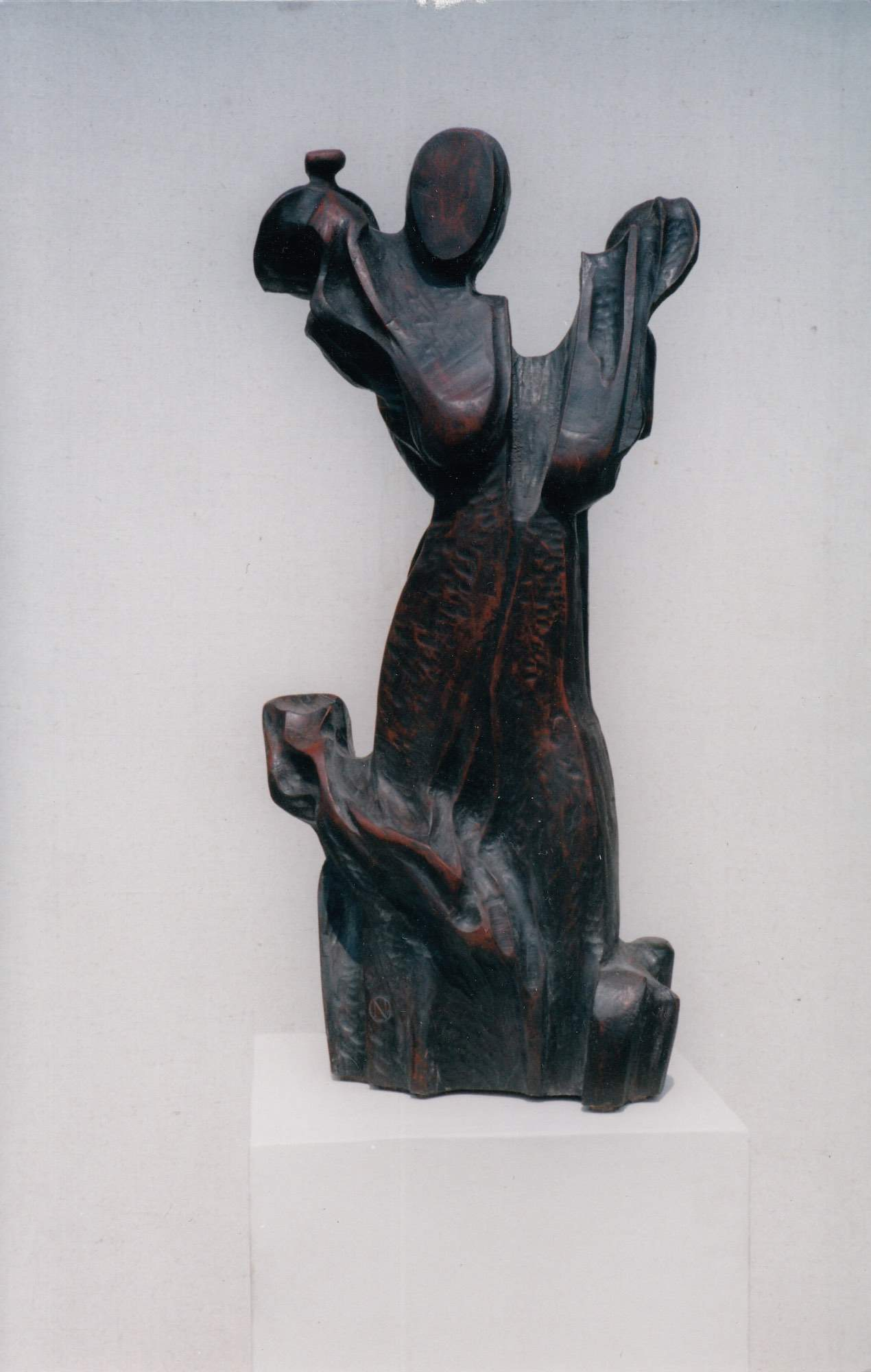
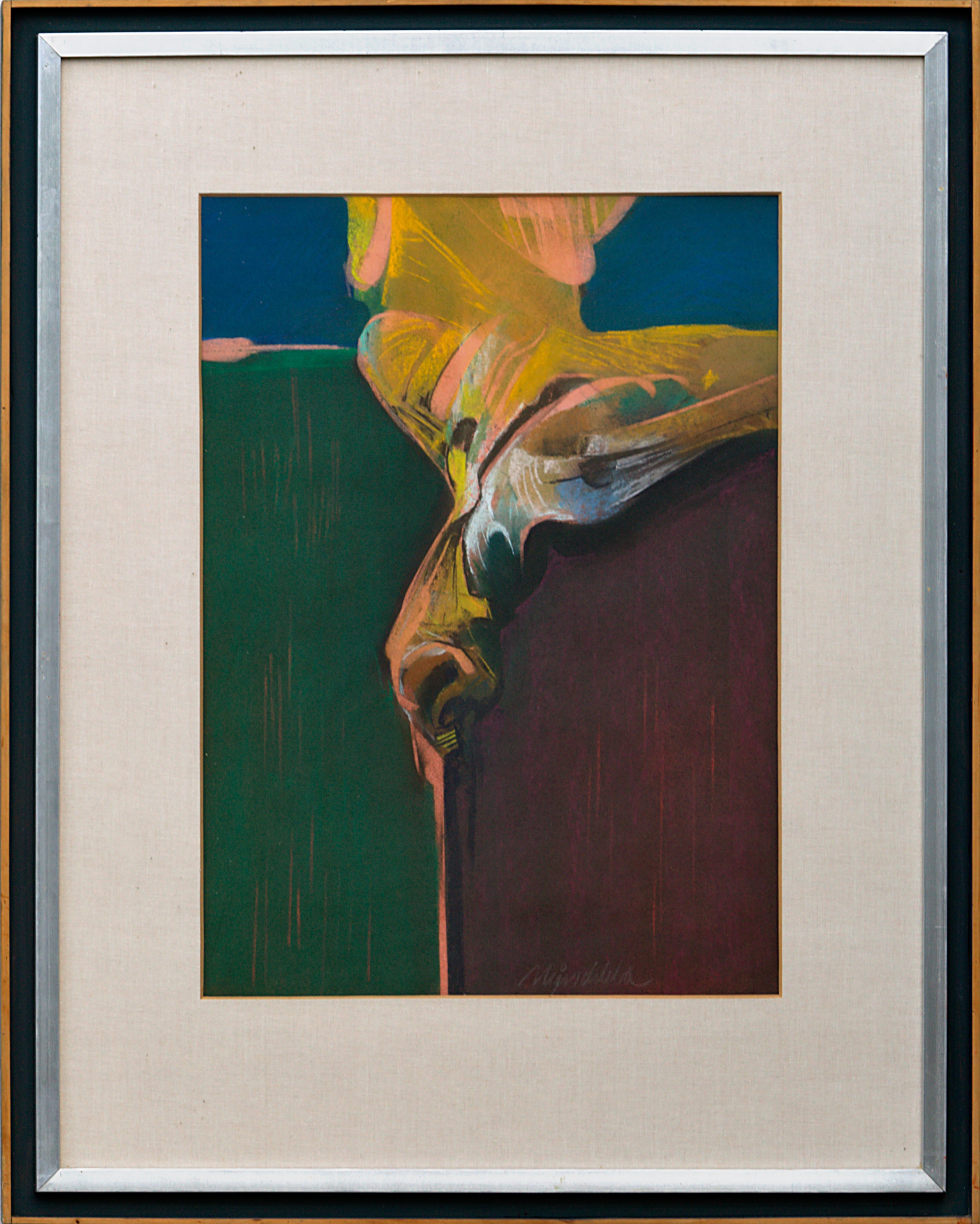
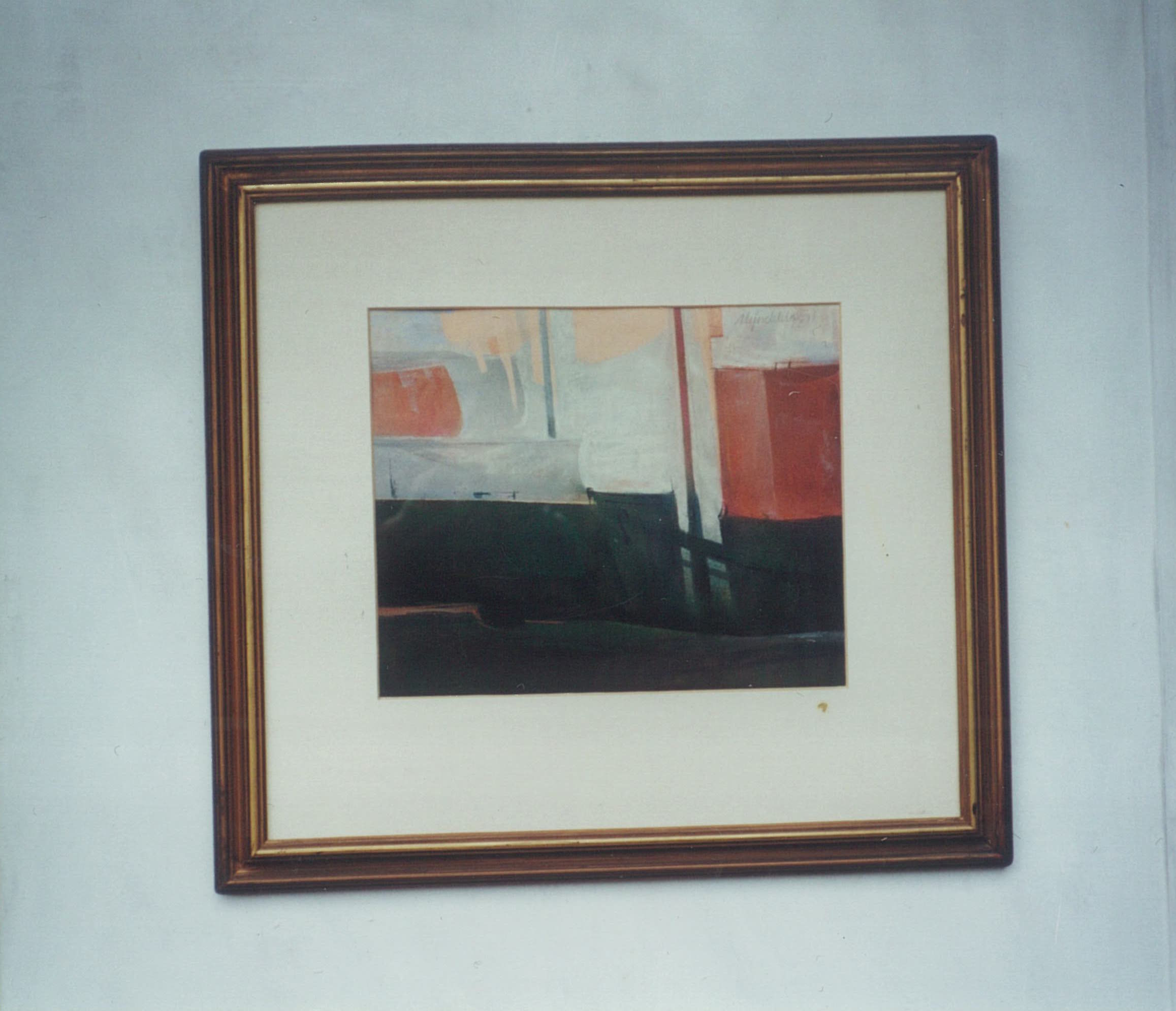
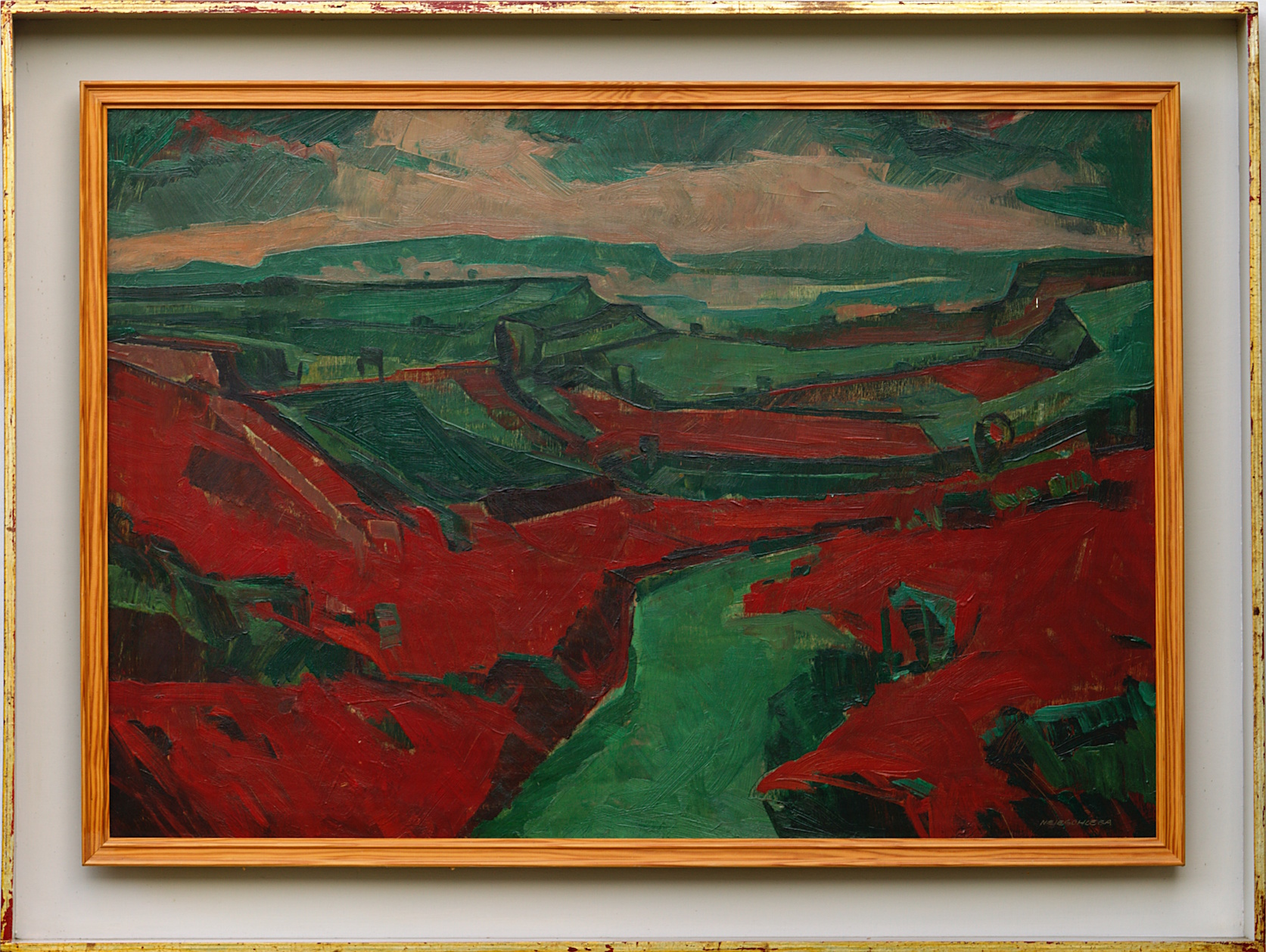